# Radoslav Glavaš (mlađi)
Andrija Radoslav Glavaš (Radoslav Glavaš mlađi; Drinovci, 29. listopada 1909. – Zagreb, lipanj 1945.), bio je hrvatski franjevac, književni povjesničar i kritičar. Tijekom Drugog svjetskog rata bio je pročelnik Vjerskog odsjeka u Ministarstvu pravosuđa i bogoštovlja Nezavisne Države Hrvatske. Na toj je funkciji bio odgovoran za provođenje politike masovnih prisilnih vjerskih prijelaza Srba na katoličanstvo. Nakon rata, jugoslavenske vlasti osudile su ga na smrt zbog kolaboracije i ratnih zločina.

## Životopis
Školovao se u Drinovcima, na Širokom Brijegu i u Mostaru. U franjevački red stupio je 1927. godine, uzevši redovničko ime Radoslav. Studij je nastavio u Lilleu u Francuskoj, a za svećenika je zaređen 1933. u Belgiji. Nakon povratka u domovinu, studirao je hrvatski jezik na Filozofskom fakultetu u Zagrebu. Tijekom studija upoznao je Milu Budaka, istaknutog ustaškog dužnosnika, o čijem je književnom radu pisao pozitivne kritike. Doktorirao je 1942. disertacijom Jakša Čedomil, osnivač hrvatske moderne kritike. Od 1939. radio je kao profesor hrvatskog jezika i književnosti u franjevačkoj gimnaziji na Širokom Brijegu.

## Djelovanje u NDH
Nakon uspostave Nezavisne Države Hrvatske, ministar Mile Budak poziva Glavaša u Zagreb, gdje je 15. svibnja 1941. imenovan pročelnikom Vjerskog odsjeka u Ministarstvu pravosuđa i bogoštovlja. Svoj položaj koristio je za jačanje utjecaja Hercegovačke franjevačke provincije, osiguravajući državno financiranje za franjevačke škole i potičući osnivanje Franjevačkog teološkog fakulteta u Sarajevu 1944. godine, unatoč protivljenju crkvenih vlasti koje su smatrale da se time zaobilazi njihova nadležnost.

### Prisilni vjerski prijelazi
Kao pročelnik Vjerskog odsjeka, Glavaš je bio zadužen za izradu propisa i procedura za masovne prijelaze pravoslavnih Srba na katoličanstvo, što je bila ključna komponenta ustaške politike. Program je pokrenut bez konzultacija s vrhom Katoličke crkve, koja se protivila prisilnim prijelazima i inzistirala da su oni isključivo u njezinoj nadležnosti.
Glavaševi propisi, razrađeni u suradnji s drugim franjevcem, Dionizijem Juričevim, imali su za cilj brisanje srpskog identiteta. Prema tim pravilima, srpskoj inteligenciji, svećenicima i imućnijim slojevima bio je izričito zabranjen prijelaz, čime su bili ostavljeni na milost i nemilost progonima, deportacijama i likvidacijama. Iako je dio seoskog stanovništva pristao na prijelaz iz straha za život, progoni su se nastavili i nad prekrštenima, zbog čega je program izgubio na vjerodostojnosti i do 1942. uglavnom napušten. Glavaš je također bio odgovoran za preusmjeravanje novca i imovine oduzete od Srpske pravoslavne crkve prema franjevačkim samostanima.

### Afera Čule i ekskomunikacija
Glavaš je iskoristio svoj položaj kako bi se, zajedno s dijelom hercegovačkih franjevaca, suprotstavio imenovanju svjetovnog svećenika Petra Čule za mostarsko-duvanjskog biskupa, smatrajući da to mjesto pripada franjevcima. Ministarstvo je uputilo prosvjednu notu župama u Hercegovini, navodeći da Vlada NDH ne može priznati imenovanje izvršeno bez njezina znanja.
Zbog ovog otvorenog miješanja u crkvene poslove, zagrebački nadbiskup Alojzije Stepinac zaprijetio je Glavašu izopćenjem, a papinski delegat Ramiro Marcone ga je i službeno ekskomunicirao. Unatoč tome, Glavaš je nastavio s opstrukcijama, utječući na Pavelića da pošalje ministra Andriju Artukovića u Mostar kako bi spriječio Čulino ređenje. Pritisak Vatikana i Stepinca ipak je prevagnuo te je Čule zaređen za biskupa u listopadu 1942.

### Kraj rata i smrt
Pred slom NDH, Glavaš je sudjelovao u skrivanju 32 sanduka državnog zlata i dragocjenosti u franjevačkom samostanu u Zagrebu, gdje su ih kasnije pronašle jugoslavenske vlasti. Nakon što je kratko boravio u izbjeglištvu u Austriji, vratio se u Zagreb, gdje je uhićen. U lipnju 1945. izveden je pred vojni sud, koji ga je osudio na smrt strijeljanjem zbog kolaboracije i ratnih zločina.

## Književni rad
Glavaš je pisao književne studije, poeziju, prozu i književnu kritiku s kršćanskih pozicija, koje je objavljivao u raznim časopisima. Detaljnu studiju o njegovu životu i radu priredio je Branimir Donat 1995. godine u knjizi Hrvatska književnost i duhovnost.

## Unutarnje poveznice
- Hercegovački franjevački mučenici
- Hrvatski pisci iz Bosne i Hercegovine